# Рошпох (Марибор)
Рошпох (словен. Rošpoh) — поселення в общині Марибор, Подравський регіон‎, Словенія.